# Las procesadas
Las procesadas es una película de Argentina filmada en Eastmancolor dirigida por Enrique Carreras según el guion de César Tiempo y Ulyses Petit de Murat, sobre argumento de José Dominiani que se estrenó el 15 de mayo de 1975 y que tuvo como actores principales a Mercedes Carreras, Leonor Manso, Susana Rinaldi, Myriam de Urquijo y Olga Zubarry. Está basada en un hecho real ocurrido en 1967 en Buenos Aires y en la fuga de la cárcel de Cabildo, en Montevideo, Uruguay, cuando 38 presas políticas escaparon a través de un conducto cloacal llevando su bombacha como única prenda de la cintura abajo. Entre las evadidas estaba Lucía Topolansky, mujer de Jose Mujica, futuro presidente de Uruguay.

## Sinopsis
La vida en una cárcel de mujeres.

## Reparto
- Mercedes Carreras …Beatriz / Norma Ferri
- Leonor Manso ...Eugenia, "la tullida"
- Susana Rinaldi …Juana Landeiro
- Myriam de Urquijo …Directora
- Olga Zubarry ...Antonia
- Juan Carlos Altavista ...Anguila
- Alberto Argibay …Juez Vallejos
- Golde Flami …Madre de Beatriz
- Nora Massi …Celadora Badía
- Silvina Rada …Presa
- Virginia Ameztoy …Presa
- Héctor Fuentes …Federico
- Irene Morack …Presa
- Noemí del Castillo …Presa
- Marta Ecco …Presa
- Adriana Parets …Celadora
- Perla Laske …Presa
- Víctor Hugo Vieyra …Morandi
- Luis E. Corradi …Dr. Marditti
- Rodolfo Onetto …Policía
- Betiana Blum …Martina
- Adriana Aguirre …Amante de Morandi
- Guadalupe …Presa
- Jorge Sassi …Ricardo Lomas
- Blanquita Silván …Presa
- Tina Francis …Presa
- Hebe Donay …Celadora
- Edelma Rosso …Celadora
- Ricardo Jordán ...Cuñado de Ricardo
- Rodolfo Machado ...Abogado
- Nora Kaleka ...Celina
- Pilar Boccardo
- José Dorado
- Isabel Giosa
- Gloria Geddes
- Raúl Fraire
- Aurora del Mar

## Comentarios
Gente escribió:

”Una lástima…el resultado es una película que parece haber estado filmada para teleteatro.”

El Día opinó:

”Rasguña por momentos el alegato.”

Carlos Morelli en Clarín dijo:

”Mercedes Carreras asume con visiblwe entrega el personaje.”